# Afro-Bossa
Albums de Duke Ellington
Duke Ellington and John Coltrane
(1962) The Symphonic Ellington
(1963)
Afro-Bossa est un album du pianiste, compositeur et leader de big band américain Duke Ellington publié en 1963 chez Reprise Records.

## Liste des pistes
| No  | Titre              | Musique                                                 | Durée |
| --- | ------------------ | ------------------------------------------------------- | ----- |
| 1.  | Afro-Bossa         | Duke Ellington                                          | 4:22  |
| 2.  | Purple Gazelle     | Duke Ellington                                          | 2:44  |
| 3.  | Absinthe           | Billy Strayhorn                                         | 3:34  |
| 4.  | Moonbow            | Duke Ellington                                          | 2:33  |
| 5.  | Sempre Amoré       | Duke Ellington                                          | 3:14  |
| 6.  | Caliné (Silk Lace) | Duke Ellington                                          | 2:31  |
| 7.  | Tigress            | Billy Strayhorn                                         | 3:06  |
| 8.  | Angu               | Duke Ellington                                          | 2:42  |
| 9.  | Volupté            | Duke Ellington                                          | 2:44  |
| 10. | Bonga              | Duke Ellington                                          | 2:49  |
| 11. | Pyramid            | Duke Ellington, Irving Gordon, Irving Mills, Juan Tizol | 3:03  |
| 12. | Eighth Veil        | Duke Ellington, Billy Strayhorn                         | 2:48  |

## Musiciens
- Duke Ellington : piano (pistes 1, 2, 4-7 & 9-11)
- Billy Strayhorn : piano (pistes 3 & 8)
- Ray Nance : cornet, violon
- Cat Anderson, Roy Burrowes, Cootie Williams : trompette
- Lawrence Brown, Buster Cooper : trombone
- Chuck Connors : trombone basse
- Jimmy Hamilton : clarinette, saxophone ténor
- Johnny Hodges : saxophone alto
- Russell Procope : saxophone alto, clarinette
- Paul Gonsalves : saxophone ténor
- Harry Carney : saxophone baryton, clarinette, clarinette basse
- Ernie Shepard : contrebasse
- Sam Woodyard : batterie